# Vitorino José de Almeida Soares Serrão
Vitorino José de Almeida Soares Serrão (São Julião (Setúbal), 20 de julho de 1788 — Santa Isabel (Lisboa), 26 de dezembro de 1836), 1.º barão do Vale, foi um brigadeiro do Exército Português que se distinguiu na Primeira Guerra Carlista comandando a força expedicionária portuguesa enviada para Espanha combater os Carlistas.
Foi nomeado cavaleiro da Ordem de Avis e, em Espanha, da Ordem de São Fernando. Foi igualmente condecorado com a Medalha número 6 da Guerra Peninsular e com a da Batalha da Vitória.

## Família
Filho de António Marcelino Soares Serrão, major e ajudante general do Exército do Entre-Tejo e Mondego, e de D. Eufrásia Balbina Rosa Benedita de Almeida (falecida a 27 de outubro de 1825 em Santos-o-Velho), ele natural de Lisboa e ela de Setúbal.
Casou em 15 de julho de 1815 com D. Maria Vitória Caldas (Santa Catarina (Lisboa), 4 de junho de 1795 - Brest (França), 28 de junho de 1829), de quem teve um filho:
- José Maria Caldas de Almeida Soares Serrão (Santos-o-Velho, 8 de julho de 1824 - Santa Justa (Lisboa), 5 de fevereiro de 1889), casou com D. Joana Rosa Sobral (1826-1852), sem geração.[1][2]

Casou em 22 de dezembro de 1836 com D. Rita Isabel Caldas (Santa Catarina (Lisboa), 30 de agosto de 1810 - ?), irmã da primeira mulher, de quem não teve filhos.
Faleceu na Travessa do Pombal, freguesia de Santa Isabel (Lisboa), aos 48 anos, no dia seguinte ao seu segundo casamento. Foi sepultado no Cemitério dos Prazeres.